# Docklands Light Railway
Docklands Light Railway (DLR) és un sistema de trànsit ràpid i tren lleuger que es va obrir el 31 d'agost de 1987 a la zona redesenvolupada dels Docklands, al Londres est. En l'actualitat abasta diverses zones de Londres, arribant a Stratford al nord, a Lewisham al sud, a l'oest fins Tower Gateway i Bank a Ciutat de Londres, i a l'est fins a Beckton, London City Airport i Woolwich Arsenal.
L'operador del servei fou licitat a Serco Docklands Ltd, una organització conjunta amb l'antic equip de gestió de DLR i Serco Group. DLR ha funcionat amb èxit des de la seva posada en funcionament, el 2006 va portar més de 60 milions de passatgers, i s'ha perllongat diverses vegades, i encara hi ha treballs i propostes al respecte. Encara que té algunes similituds amb altres sistemes de transport massiu de Londres, com el Metro de Londres, els trens i vies de DLR no són compatibles ni amb la xarxa de metro, ni amb Crossrail o la xarxa de ferrocarrils.
| Stratford | Lewisham         | Habitual         | 17 |
| Bank | Lewisham         | Habitual         | 10 |
| Bank | Woolwich Arsenal | Habitual         | 13 |
| Tower Gateway                                                                                                  | Beckton          | Habitual         | 16 |
| Canning Town                                                                                                   | Prince Regent    | Exprés especial¹ |    |
| 1. Llançadora extra que opera quan hi ha exposicions a l'Excel Exhibition Centre, per doblar el servei normal. |                  |                  |    |

## Sistema actual
DLR ara té un total de 31 quilòmetres de longitud, i quaranta estacions. Hi ha cinc ramals: a Lewisham al sud, a Stratford al nord, a Beckton i Woolwich Arsenal a l'est, i a Central London, dividint-se cap a Bank i Tower Gateway. Encara que el sistema permet diferents combinacions de rutes, en l'actualitat hi ha els següents quatre habitualment i un cinquè d'extra:
- Stratford a Lewisham
- Bank a Lewisham
- Bank a Woolwich Arsenal
- Tower Gateway a Beckton
- Canning Town a Prince Regent, llançadora extra que opera quan hi ha exposicions a Excel Exhibition centre, per doblar el servei normal.

### Estacions

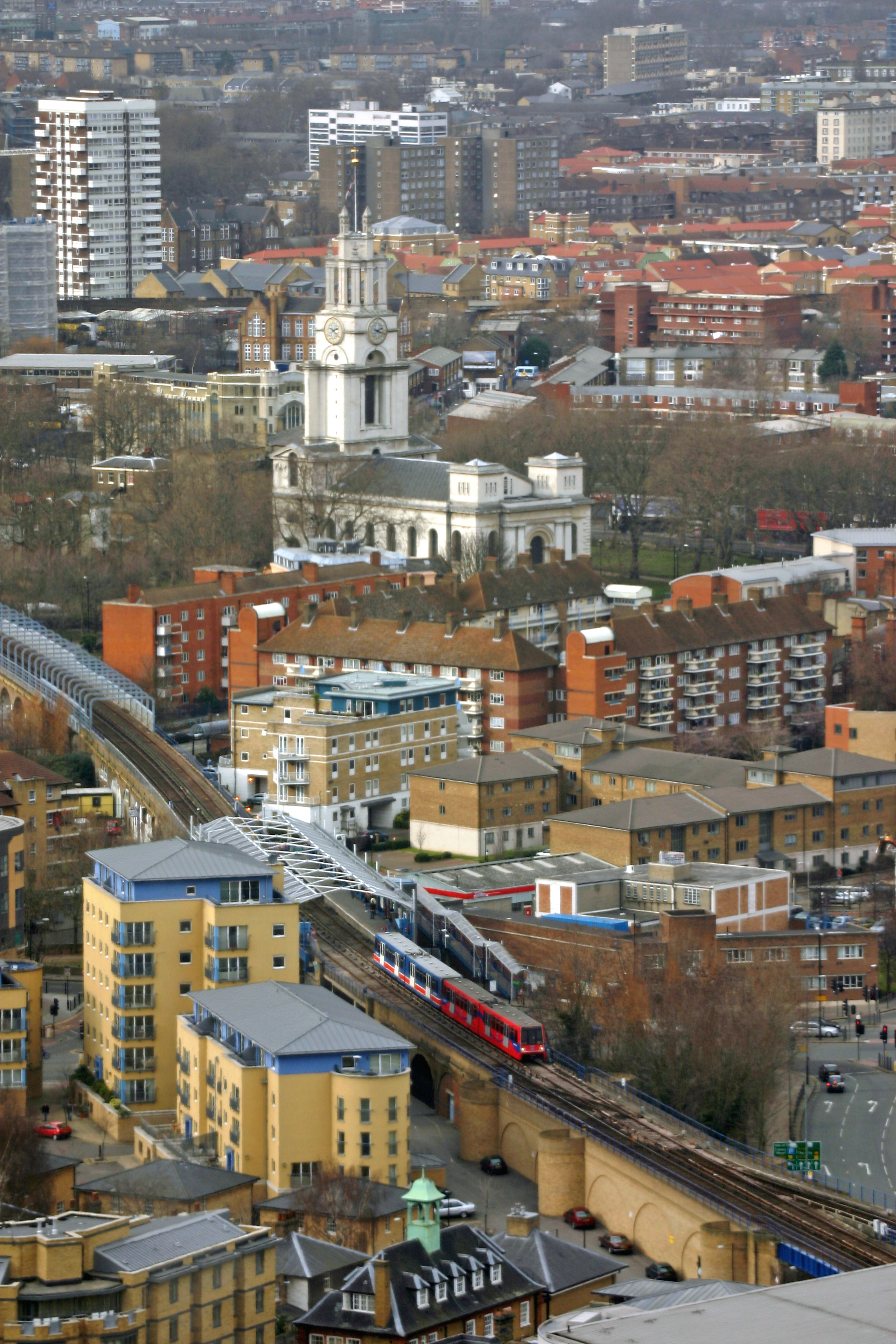
Tren abandonant l'estació de Westferry.

Moltes estacions de DLR es troben elevades, altres es troben al nivell de carrer, i altres sota terra. L'accés a les andanes és normalment via escales i ascensors, molt poques estacions tenen escales mecàniques. Des del principi, la xarxa ha estat totalment accessible per a persones amb problemes de mobilitat. Les estacions tenen andanes altes, que permeten que l'andana quedi a l'alçada dels trens.
La majoria d'estacions són d'un disseny modular que es remunta al sistema inicial, si bé ampliat i millorat al llarg dels anys. El disseny té dues andanes laterals, cadascun amb accés independent des del carrer. Les estacions no tenen personal, excepte les estacions soterrades de Bank, Island Gardens i Cutty Sark, i alguna més estació enllaç.

### Rendiment
La ràpida expansió i les ampliacions de Docklands Light Railway és un gran senyal de l'èxit del sistema. DLR ha crescut fins al punt que és utilitzant per unes cent mil persones cada dia. Al cap d'un any de l'inici, el sistema havia transportat fins a 17 milions de passatgers. En contrast, l'any 2009 passaren per DLR 64 milions de passatgers, traspassant la barrera dels seixanta milions per primer cop.

### Crítiques
Tot i que Docklands Light Railways, i els ferrocarrils lleugers en general, han tingut un bon èxit, DLR ha estat criticat per haver estat dissenyat amb molt poca capacitat en comparació amb la demanda que ha sorgit a l'àrea dels Docklands. La demanda ha estat molt subestimada. S'ha criticat que la demanda ha superat la capacitat amb la que el sistema fou construït.

## Material rodant

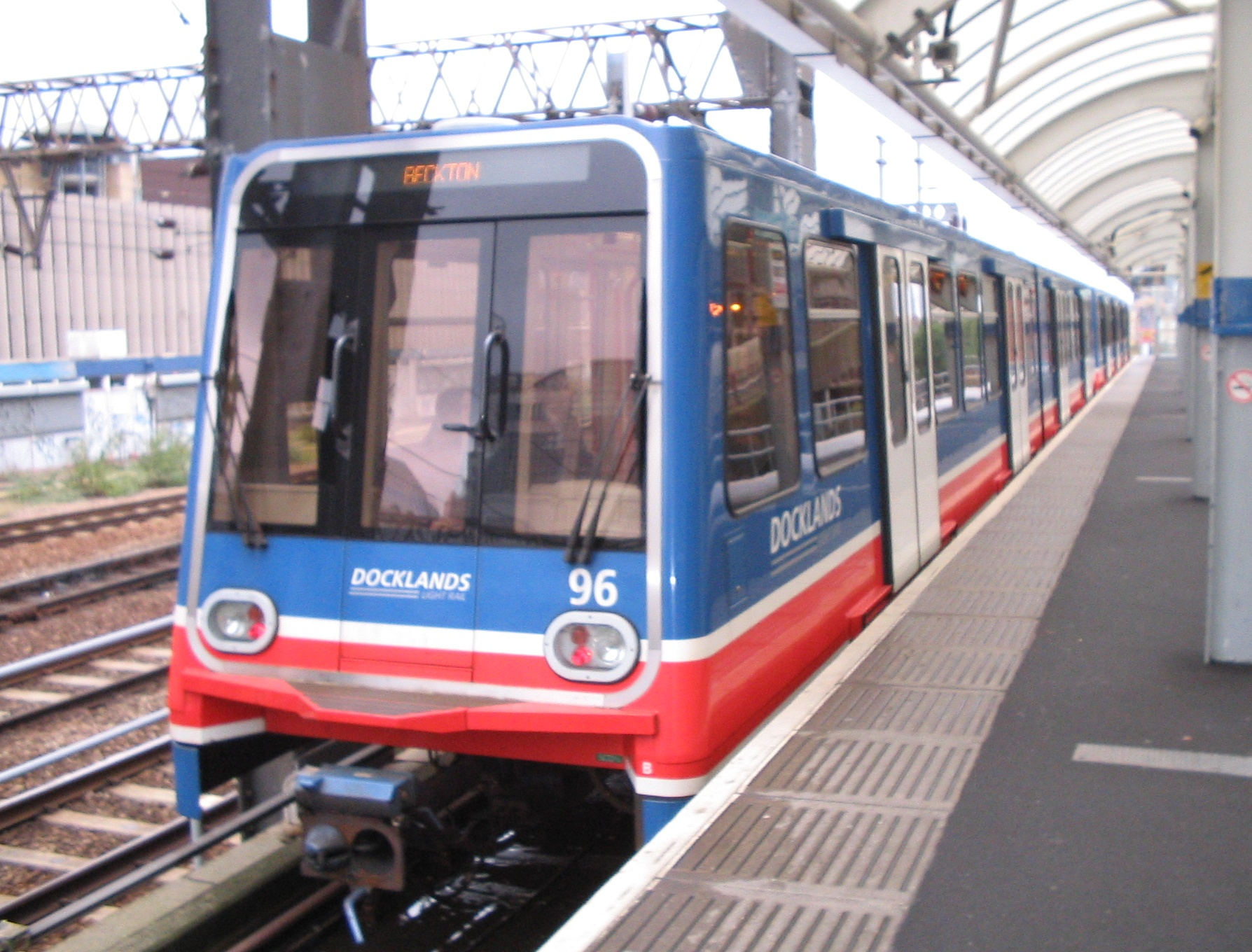
Tren DLR a Tower Gateway

DLR té trens de pis alt, bidireccionals, i cotxes articulats amb quatre portes a cada banda, cada tren està comport per dos cotxes. Els cotxes tenen una consola de conducció oculta darrere un panell bloquejat al final del cotxe amb el que PSA pot conduir el tren, i les operacions de conducció són automàtiques. Les consoles permeten que PSA controli l'obertura de les portes i els anuncis. Degut a l'absència de la cabina del conductor, el vehicle té un acabament amb vidre que permet una inusual panoràmica als passatgers. L'actual material rodant té una màxima velocitat de 80 km/h.

## Desenvolupament

### Sistema inicial (1987–1990)
El sistema inicial comprenia dues rutes, des de Tower Gateway i Stratford fins a Island Gardens. Es va elevar principalment en viaductes ferroviaris en desús o nous viaductes de formigó i va adoptar formacions ferroviàries de superfície en desús entre Poplar i Stratford. Els trens eren totalment automatitzats, controlats per ordinador i no tenien conductor.

### Extensió a the City i Royal Docks (1991–1994)
L'ús del sistema va ser superior a l'esperat i el sistema s'obrí fins a Bank a l'oest, al cor de la ciutat a través d'un túnel, que es va obrir el 1991 i Beckton a l'est, i les estacions i els trens es van ampliar a dues unitats de longitud.

### Extensió a Greenwich i Lewisham (1996–1999)
Es va encarregar un estudi de viabilitat per ampliar el sistema sota el riu Tàmesi a través de Greenwich i Deptford finalitzant a Lewisham., que es va obrir el 20 de novembre de 1999.

### Extensió a London City Airport i Woolwich (2004–2009)
Els següents desenvolupaments van ser ajudats per un programa de cinc anys d'inversió per al transport públic a través de Londres que va ser presentat per l'alcalde Ken Livingstone en 2004. [30] El 2 de desembre de 2005, una branca cap a l'est al llarg de la ruta aproximada del l'antic Eastern Counties and Thames Junction Railway a la banda sud del complex Royal Docks es va obrir des de Canning Town fins a King George V a través de l'aeroport de London City, i una nova extensió de King George V a l'Arsenal de Woolwich es va obrir el 10 de gener de 2009, proporcionant un intercanvi amb la línia principal del nord de Kent, a prop de la futura parada prevista a la línia Crossrail cap a Abbey Wood a través de West India i Royal Docks.

### Millora a vehicles de tres vagons (2007-2011)
Amb el desenvolupament del Docklands oriental com a part de la iniciativa Thames Gateway i la celebració de Londres dels Jocs Olímpics d'Estiu de 2012, es van dur a terme la millora de la capacitat mitjançant la millora dels trens amb tres cotxes de quatre portes per costat. L'alternativa a trens més freqüents va ser rebutjada, ja que els canvis de senyalització necessaris haurien costat el mateix que l'actualització a trens més llargs, amb menys avantatges.

### Extensió a Stratford International (2011)
A més de les extensions d’estacions de tres cotxes, finançades en part amb el pressupost dels Jocs Olímpics de 2012, es va obrir una línia des de Canning Town fins a l'estació de ferrocarril Stratford i Stratford International al llarg de l’antiga línia North London del sistema ferroviari nacional, amb estacions addicionals, adjudicada en 2007 i inaugurada en 31 d'agost de 2011, amb les estacions de Canning Town, Star Lane, West Ham, Abbey Road, Stratford High Street, Stratford i Stratford International.

### Reubicació de Pudding Mill Lane station (2014)
Un dels portals de túnels de Crossrail es troba al lloc original de l'estació de Pudding Mill Lane. Com a conseqüència, es va treballar per desviar la DLR entre City Mill River i el riu Lea cap a un nou viaducte més al sud. Això incloïa una estació de substitució, que es va obrir el 28 d'abril de 2014.